# Shapiro-Wilk-Test
Der Shapiro-Wilk-Test ist ein statistischer Signifikanztest, der die Hypothese überprüft, dass die zugrunde liegende Grundgesamtheit einer Stichprobe normalverteilt ist.
Die Nullhypothese {\displaystyle H_{0}} nimmt an, dass eine Normalverteilung der Grundgesamtheit vorliegt. Demgegenüber unterstellt die Alternativhypothese {\displaystyle H_{1}}, dass keine Normalverteilung gegeben ist. Wenn der Wert der Teststatistik {\displaystyle {W}} größer ist als der kritische Wert {\displaystyle {W}_{\text{kritisch}}}, wird die Nullhypothese nicht abgelehnt und es wird angenommen, dass eine Normalverteilung vorliegt.
Wird alternativ der {\displaystyle p}-Wert des Tests ermittelt, so wird die Nullhypothese in der Regel nicht abgelehnt, wenn der {\displaystyle p}-Wert größer ist als das festgelegte Signifikanzniveau {\displaystyle \alpha }.
Das Testverfahren wurde 1965 von dem Amerikaner Samuel Shapiro und dem Kanadier Martin Wilk veröffentlicht und ist das Ergebnis ihrer ursprünglichen Idee, die graphischen Informationen der Analyse auf Normalverteilung mittels Normalwahrscheinlichkeitsplot in einer Kennzahl zusammenzufassen.
Der Test kann zum Überprüfen von univariaten Stichproben mit 3 bis 5000 Beobachtungen eingesetzt werden. Eine Weiterentwicklung des Tests, der sogenannte Royston's H-Test, ermöglicht die Überprüfung mehrdimensionaler Stichproben auf mehrdimensionale Normalverteilung.
Neben anderen bekannten Tests auf Normalverteilung, wie beispielsweise dem Kolmogorow-Smirnow-Test oder dem Chi-Quadrat-Test, zeichnet sich der Shapiro-Wilk-Test durch seine vergleichsweise hohe Teststärke in zahlreichen Testsituationen aus, insbesondere bei der Überprüfung von kleineren Stichproben mit {\displaystyle n<50}.
Der Shapiro-Wilk-Test oder Abwandlungen des Tests wie der Ryan-Joiner-Test sind in gängigen kommerziellen und nicht kommerziellen
statistischen Softwarepaketen vertreten.

## Eigenschaften

### Vortest für weitere Testvorhaben
Einige inferenzstatistische Analyseverfahren (wie beispielsweise Varianzanalyse, t-Test oder lineare Regression) setzen voraus, dass die Vorhersagefehler (Residuen) aus einer normalverteilten Grundgesamtheit stammen, dies zumindest bei kleinen Stichprobenumfängen mit {\displaystyle n<30}. Somit kann der Shapiro-Wilk-Test auf Normalverteilung auch als Vortest für weitere Testvorhaben aufgefasst werden.

### Kein allgemeiner Anpassungstest
Während einige Normalitätstests wie der Kolmogorow-Smirnow-Test oder der Chi-Quadrat-Test allgemeine Anpassungstests (Goodness-of-Fit-Tests) darstellen, die im Stande sind eine Stichprobe auf verschiedene hypothetische Verteilungen hin zu testen (einschließlich der Normalverteilung), ist der Shapiro-Wilk-Test einzig auf die Untersuchung hinsichtlich Normalverteilung konzipiert. Im Unterschied zu allgemeinen Anpassungstests, die für gewöhnlich mindestens 50 bis 100 Beobachtungen benötigen, um aussagekräftige Testergebnisse zu erhalten, sind beim Shapiro-Wilk-Test oft weniger Beobachtungen vonnöten.

### Eigenschaft als Omnibus-Test
Der Shapiro-Wilk-Test ist ein Omnibus-Test, d. h., er ist lediglich in der Lage festzustellen, ob es eine signifikante Abweichung zur Normalverteilung gibt oder nicht. Er ist nicht im Stande zu beschreiben, in welcher Form die Abweichung auftritt. Er kann z. B. keine Aussage darüber treffen, ob die Verteilung links- oder rechtsschief ist oder ob es sich um eine endlastige Verteilung handelt oder ggf. beides.

### Stichprobenumfang bis 5000 Beobachtungen
Ursprünglich war der Test nur im Stande, Stichproben vom Umfang {\displaystyle 3\leq n<50} zu untersuchen. Im Jahr 1972 wurde es möglich, den Test durch eine Erweiterung von Shapiro und Francia auch für Stichproben vom Umfang {\displaystyle n<100} einzusetzen. Danach gab es weitere Anpassungen, die den möglichen Anwendungsbereich weiter vergrößerten. Royston führte 1982 eine weitere Verbesserung ein und machte Stichproben der Größe {\displaystyle n<2000} möglich. Rahman und Govidarajulu erweiterten 1997 den Einsatzbereich des Tests auf Stichproben vom Umfang {\displaystyle n\leq 5000}.

### Hohe Teststärke
Allgemein ist die Teststärke für sämtliche Normalitätstests bei kleinen Stichprobenumfängen geringer als bei größeren, da hier der Standardfehler relativ groß ist. Erst wenn der Stichprobenumfang größer wird, reduziert sich der Standardfehler und die Teststärke wächst. Der Shapiro-Wilk-Test hat auch bei kleinem Stichprobenumfang {\displaystyle n<50} eine relativ große Teststärke verglichen mit anderen Tests. Beispielsweise hat der Shapiro-Wilk-Test eine Teststärke von 54 % bei einer Stichprobengröße von 20 Beobachtungen, wenn die tatsächliche Verteilung eine Chi-Quadrat-Verteilung ist, im Vergleich zum D'Agostino-Test von 1970, der eine Teststärke von 29 % aufweist.

## Funktionsweise
Die Teststatistik {\displaystyle W} ist ein Quotient, der das Verhältnis zweier Varianz-Schätzer zueinander ausdrückt.
{\displaystyle W={\frac {b^{2}}{(n-1)s^{2}}}}
Die Teststatistik berechnet, mittels eines ersten Schätzers im Zähler, wie die Varianz einer Stichprobe aussehen müsste, wenn sie aus einer normalverteilten Grundgesamtheit stammte, und vergleicht diese „erwartete“ Varianz mit einem zweiten Schätzer im Nenner für die tatsächliche Varianz der Stichprobe. Wenn die Grundgesamtheit der Stichprobe in der Tat normalverteilt ist, dann müssten beide Schätzer für die Varianz unabhängig voneinander zu etwa demselben Ergebnis kommen. Je geringer die geschätzten Varianzen also voneinander abweichen, desto wahrscheinlicher ist es, dass die Grundgesamtheit der Stichprobe in Wirklichkeit normalverteilt ist.
Der Shapiro-Wilk-Test basiert demzufolge auf einer Varianzanalyse (ANOVA) der Stichprobe, was auch der Originaltitel der Veröffentlichung An Analysis of Variance Test for Normality (for complete samples) deutlich macht.
Der Schätzer für die Stichprobenvarianz im Nenner ist die übliche korrigierte Stichprobenvarianz {\displaystyle s^{2}}.
{\displaystyle s^{2}={\frac {1}{n-1}}\sum \limits _{i=1}^{n}\left(x_{i}-{\overline {x}}\right)^{2}}
Die erwartete Varianz für eine aus einer normalverteilten Grundgesamtheit stammende Stichprobe im Zähler (also angenommen, {\displaystyle H_{0}} ist wahr) wird mittels der Methode der kleinsten Quadrate geschätzt durch die Steigung der Regressionsgeraden im QQ-Diagramm, der die geordneten Beobachtungen einer Stichprobe mit entsprechenden Ordnungsstatistiken aus einer Normalverteilung gegenüberstellt.
Das gewöhnliche lineare Modell {\displaystyle y_{i}=\alpha +\beta x_{i}+\varepsilon _{i}} wird verstanden als
{\displaystyle x_{i}=\mu +\sigma m_{i}+\varepsilon _{i}}
wobei
- {\displaystyle \sigma } die Steigung der Regressionsgeraden beschreibt und damit der Schätzer {\displaystyle b} im Zähler der Teststatistik ist,
- {\displaystyle \mu } der Schnittpunkt mit der {\displaystyle y}-Achse und der Schätzer für den Mittelwert ist,
- {\displaystyle m_{i}} die erwarteten Ordnungsstatistiken aus einer Normalverteilung sind,
- {\displaystyle x_{i}} die Ordnungsstatistiken aus einer Stichprobe sind,
- {\displaystyle \varepsilon _{i}} die Störgröße ist, die nichterfassbare Einflüsse darstellt.

Mit diesem Ansatz unterscheidet sich der Test von diversen anderen Verfahren, wie beispielsweise dem Jarque-Bera-Test, der prüft, wie groß die Übereinstimmung der Stichprobenverteilung mit spezifischen Eigenschaften des Aussehens der Normalverteilung ist, die charakterisiert wird durch ihre Momente wie Schiefe und Wölbung.

## Voraussetzungen
- Die Beobachtungen {\displaystyle x_{(1)},x_{(2)},\dots ,x_{(n)}} der Stichprobe müssen unabhängig voneinander sein.
- Die Stichprobe darf nicht kleiner sein als {\displaystyle n=3} und nicht größer als {\displaystyle n=5000}.
- In der Stichprobe sollten gleiche Werte nicht mehrfach vorkommen. Ist dies der Fall, dann ist es zwar sehr unwahrscheinlich, dass es sich überhaupt um eine kontinuierliche Verteilung handelt. Andererseits können aber Werte aus der Praxis gerundet sein. Das würde zwar auch gegen eine Normalverteilung sprechen, trotzdem könnte man aber die Daten oft dennoch so behandeln als wären sie normal-verteilt. Viele andere Tests sind diesbezüglich weniger empfindlich.
- Die Zufallsvariable muss ein metrisches Skalenniveau besitzen.

## Berechnung der Teststatistik
Der Test überprüft die Hypothese, dass eine Stichprobe aus einer normalverteilten Grundgesamtheit entnommen wurde, indem die Teststatistik {\displaystyle W} mit einem kritischen Wert für den Ablehnungsbereich (aus der Verteilung der Teststatistik) verglichen wird.

### Aufstellen der Hypothesen und Festlegung des Signifikanzniveaus
Es wird die Nullhypothese {\displaystyle H_{0}} aufgestellt, die besagt, dass eine Normalverteilung der Grundgesamtheit vorliegt, und die Alternativhypothese {\displaystyle H_{1}}, die besagt, dass keine Normalverteilung vorliegt. Gleichzeitig wird ein Signifikanzniveau gewählt, üblicherweise {\displaystyle \alpha =5\,\%}.
- {\displaystyle H_{0}:F=F_{0}\quad {\text{und}}\quad H_{1}:F\neq F_{0}}
- {\displaystyle {\text{Signifikanzniveau: }}\alpha }

### Erstellung der Ordnungsstatistiken
Alle Beobachtungen der Stichprobe {\displaystyle x_{(1)},x_{(2)},\dots ,x_{(n)}} werden nach aufsteigender Größe sortiert {\displaystyle x_{(1)}\leq x_{(2)}\leq \cdots \leq x_{(n)}} und jedem Wert wird ein Rangplatz zugeordnet.
So erhält man die Ordnungsstatistiken der Stichprobe {\displaystyle X_{(1)},X_{(2)},\ldots ,X_{(n)}} mit den Werten {\displaystyle x_{(1)},x_{(2)},\ldots ,x_{(n)}}, wobei {\displaystyle X_{(i)}} definiert ist als die {\displaystyle i}-te geordnete Statistik.

### Berechnung der Schätzerb2unds2
{\displaystyle W={\frac {b^{2}}{(n-1)s^{2}}}}
mit {\displaystyle b} als der Summe aus {\displaystyle k} Zahlenpaaren der Ordnungsstatistiken {\displaystyle \left(x_{(n+1-i)}-x_{(i)}\right)} jeweils multipliziert mit einem entsprechenden Koeffizienten {\displaystyle a_{(i)}} (auch als Gewicht bezeichnet). Wenn die Anzahl der Beobachtungen in der Stichprobe gerade ist, ist {\displaystyle k=n/2}, bei ungerader Anzahl ist {\displaystyle k=(n-1)/2}. Somit gilt:
{\displaystyle b=a_{(1)}\left(x_{(n)}-x_{(1)}\right)+a_{(2)}\left(x_{\left(n-1\right)}-x_{(2)}\right)+\cdots },
wobei die Koeffizienten {\displaystyle a_{(i)}} gegeben sind durch die Komponenten des Vektors
{\displaystyle a=\left[\left(m^{\top }V^{-1}V^{-1}m\right)^{-{\frac {1}{2}}}\right]m^{\top }V^{-1}}
mit {\displaystyle m_{(i)}} stellvertretend für die erwarteten Ordnungsstatistiken einer Normalverteilung
{\displaystyle m={(m_{(1)},\dots ,\ m_{(n)})}^{\top }}, wobei {\displaystyle m_{(i)}} ungefähr gleich {\displaystyle {\Phi }^{-1}\left({\frac {i-{\frac {3}{8}}}{n+{\frac {1}{4}}}}\right)} ist mit {\displaystyle {\Phi }\left(x_{(i)}\right)={\frac {1}{\sigma {\sqrt {2\pi }}}}e^{-{\frac {\left(x_{(i)}-\mu \right)^{2}}{2\sigma ^{2}}}}}.
Die Formel lässt sich herleiten aus der inversen Normalverteilung mit den Parametern {\displaystyle x=\left({\frac {i-{\frac {3}{8}}}{n+{\frac {1}{4}}}}\right)}, {\displaystyle \lambda >0} (Ereignisrate) und {\displaystyle \mu >0} (Mittelwert),
{\displaystyle f(x;\mu ,\lambda )=\left({\frac {\lambda }{2\pi x^{3}}}\right)^{1/2}\exp {\frac {-\lambda (x-\mu )^{2}}{2\mu ^{2}x}}},
und der Kovarianzmatrix {\displaystyle V} bestehend aus den erwarteten Ordnungsstatistiken,
{\displaystyle V={\begin{pmatrix}\operatorname {Cov} (m_{1},m_{1})&\cdots &\operatorname {Cov} (m_{1},m_{n})\\\vdots &\ddots &\vdots \\\operatorname {Cov} (m_{n},m_{1})&\cdots &\operatorname {Cov} (m_{n},m_{n})\end{pmatrix}}}.
Die Koeffizienten {\displaystyle a_{(1)},\dots ,a_{(n)}} sind auch häufig für die ersten 50 Zahlenpaare in Tabellen vieler Statistikbücher zu finden.
Die Varianz {\displaystyle s^{2}} sowie der Mittelwert {\displaystyle {\overline {x}}} der Stichprobe werden berechnet durch
{\displaystyle s^{2}={\frac {\sum _{i=1}^{n}(x_{i}-{\overline {x}})^{2}}{n-1}}\quad {\text{mit}}\quad {\overline {x}}={\frac {\sum _{i=1}^{n}x_{i}}{n}}}.

### Vergleich der Teststatistik mit einem kritischen Wert
Der Wert der Teststatistik {\displaystyle W} wird mit einem kritischen Wert {\displaystyle W_{\text{kritisch}}} für einen gegebenen Stichprobenumfang {\displaystyle n} und das zuvor festgelegte Signifikanzniveau {\displaystyle \alpha } verglichen. Für die kritischen Werte mit {\displaystyle n<50} existieren Tabellen, die in vielen Statistikbüchern abgedruckt werden. Kritische Werte für Stichproben mit {\displaystyle n>50} können mittels Monte-Carlo-Simulation ermittelt werden.

## Beurteilung der Ergebnisse
Wenn der Wert der Teststatistik {\displaystyle W} größer ist als der kritische Wert {\displaystyle {W}_{\text{kritisch}}}, wird die Nullhypothese nicht abgelehnt. D. h., es wird angenommen, dass eine Normalverteilung vorliegt.
Die Teststatistik {\displaystyle W} kann wie ein Korrelationskoeffizient interpretiert werden, der Werte zwischen 0 und 1 annehmen kann, ähnlich dem Bestimmtheitsmaß. Je näher die Teststatistik an 1 liegt, desto weniger Abweichungen zeigt die tatsächliche Varianz von der hypothetischen Varianz unter Annahme von Normalverteilung. Gibt es jedoch statistisch signifikante Abweichungen, d. h., die Teststatistik {\displaystyle W} ist kleiner als der kritische Wert {\displaystyle {W}_{\text{kritisch}}}, so wird die Nullhypothese zu Gunsten der Alternativhypothese abgelehnt und es wird angenommen, dass keine Normalverteilung vorliegt. Damit steht der Shapiro-Wilk-Test im Gegensatz zu vielen anderen Normalitätstests, die die Nullhypothese dann ablehnen, wenn die jeweilige Teststatistik größer als der kritische Wert ist.

## Auswertung mittels p-Wert
Zusätzlich oder alternativ zur Teststatistik {\displaystyle W} geben viele Computerprogramme den {\displaystyle p}-Wert an.
Der {\displaystyle p}-Wert gibt die Wahrscheinlichkeit an, eine solche Stichprobe zu erhalten, wie sie gezogen wurde, unter der Annahme, dass die Stichprobe tatsächlich aus einer normalverteilten Grundgesamtheit stammt. (Nullhypothese ist wahr)
- Je kleiner der {\displaystyle p}-Wert ist, desto kleiner ist die Wahrscheinlichkeit, dass eine solche Stichprobenziehung bei einer normalverteilten Grundgesamtheit vorkäme.
- Ein {\displaystyle p}-Wert von 0 sagt aus, dass es 0 % wahrscheinlich ist, und ein {\displaystyle p}-Wert von 1, dass es 100 % wahrscheinlich ist, eine solche Stichprobe zu ziehen, wenn sie aus einer Normalverteilung stammte.
- In der Regel wird die Nullhypothese abgelehnt, wenn der {\displaystyle p}-Wert kleiner ist als das vorgegebene Signifikanzniveau.

Die Methode zur Berechnung des {\displaystyle p}-Wertes ist abhängig vom Stichprobenumfang {\displaystyle n}. Für {\displaystyle n=3} ist die Wahrscheinlichkeitsverteilung von {\displaystyle W} bekannt. Für Stichproben mit {\displaystyle n>3} wird eine Transformation in die Normalverteilung durchgeführt.
Die Werte {\displaystyle \sigma ,\lambda ,\mu } für die jeweiligen Stichprobengrößen {\displaystyle n>3} werden per Monte-Carlo-Simulation errechnet.

## Praktisches Beispiel
Die folgenden 10 Beobachtungen ({\displaystyle n=10}) einer Stichprobe werden auf Normalverteilung überprüft:
200, 545, 290, 165, 190, 355, 185, 205, 175, 255
Die geordnete Stichprobe lautet:
165, 175, 185, 190, 200, 205, 255, 290, 355, 545
Die Anzahl der Stichprobe ist gerade mit {\displaystyle n=10}, somit werden {\displaystyle k=n/2=5} Zahlenpaare gebildet. Die entsprechenden Gewichte {\displaystyle a_{(i)}} werden einer Tabelle entnommen.
b = 0,5739(545-165) + 0,3291(355-175) + 0,2141(290-185) + 0,1224(255-190) + 0,0399(205-200) = 218,08 + 59,24 + 22,48 + 7,96 + 0,2 = 307,96
Für die Stichprobe ist {\displaystyle s=117{,}59}. Demzufolge ist
{\displaystyle W={\frac {{307{,}96}^{2}}{\left(10-1\right){117{,}59}^{2}}}=0{,}76}.
Der kritische Wert für {\displaystyle n=10} bei einem Signifikanzniveau von {\displaystyle \alpha =5\,\%} wird einer Tabelle entnommen und lautet {\displaystyle {W}_{\text{kritisch}}=0{,}842}.
Da {\displaystyle W\leq W_{\text{kritisch}}} (0,76 < 0,842), fällt {\displaystyle W} in den Ablehnungsbereich, und die Nullhypothese wird abgelehnt. Folglich wird angenommen, dass die Stichprobe keiner normalverteilten Grundgesamtheit entstammt. Die Dichtefunktion der {\displaystyle W}-Teststatistik ist sehr linksschief und der Ablehnungsbereich des Tests fällt ins kleine Ende der Verteilung.

## Vor- und Nachteile

### Vorteile
- Gegenüber einer eher subjektiven visuellen Überprüfung auf Normalverteilung mittels eines Histogramms oder eines QQ-Diagramms bietet der Shapiro-Wilk-Test als statistischer Signifikanztest die Möglichkeit, eine Betrachtung nach objektiveren Maßstäben vorzunehmen.
- In vielen Testsituationen bietet der Test eine hohe Teststärke, insbesondere bei kleineren Stichproben mit {\displaystyle n<50}.
- Mittelwert und Varianz der hypothetischen Normalverteilung müssen vorher nicht bekannt sein.
- Viele gängige Statistik-Softwarepakete wie SAS, SPSS, Minitab und R haben den Test implementiert.

### Nachteile
Mit dem Test kann für fast jede Verteilung belegt werden, dass es sich um eine Normalverteilung handelt, indem man {\displaystyle \alpha } sehr klein wählt. Eigentlich nimmt man als Nullhypothese das Gegenteil der Aussage, die man zeigen möchte (beispielsweise die Gleichheit der Gruppenmittelwerte bei der Varianzanalyse). Dabei legt man durch die Wahl von {\displaystyle \alpha } fest, mit wie hoher Sicherheit die eigentliche Aussage gezeigt werden soll. Hier, beim Shapiro-Wilk-Test, wird aber verhängnisvollerweise das, was eigentlich gezeigt werden soll, als Nullhypothese gewählt, was die Testlogik auf den Kopf stellt. Je höher man die scheinbare Sicherheit mittels {\displaystyle \alpha } schraubt, desto größer ist die Wahrscheinlichkeit für den Fehler 2. Art, also dafür, dass man irrtümlich annimmt, es handele sich um eine Normalverteilung.
Dass man aus dem Nichtverwerfen der Nullhypothese schließt, dass diese zutrifft, ist ein grundlegender Fehler.
- Der Test kann nur für Stichproben zwischen {\displaystyle 3\leq n\leq 5000} eingesetzt werden.
- Der Test reagiert sehr sensibel auf Ausreißer, sowohl für einseitige als auch beidseitige Ausreißer. Ausreißer können das Verteilungsbild stark verzerren, so dass dadurch die Normalverteilungsannahme fälschlicherweise abgelehnt werden könnte.
- Der Test ist relativ anfällig gegenüber Bindungen (Ties), d. h., wenn es viele identische Werte gibt, wird die Teststärke stark beeinträchtigt. Falls ursprünglich mit gerundeten Daten gearbeitet wurde, lässt sich die Teststärke mit der sogenannten Sheppard-Korrektur verbessern. Die Korrektur von Sheppard produziert ein angepasstes {\displaystyle W}, gegeben durch

{\displaystyle W_{\text{angepasst}}=W\cdot {\frac {\sum {{(x_{\left(i\right)}-{\overline {x}})}^{2}}}{\left\{\sum _{i=1}^{n>}{{(x_{\left(i\right)}-{\overline {x}})}^{2}-{\frac {n-1}{12}}}\omega ^{2}\right\}}}}
mit {\displaystyle \omega } als Rundungsdifferenz.
- Die Funktionsweise des Tests ist sehr mathematisch und daher nicht leicht zu verstehen.
- Der Test erfordert den Gebrauch von speziellen Koeffizienten, den Gewichten, die nur für kleinere Stichprobenumfänge {\displaystyle n<50} in Form einer Tabelle vorliegen.
- Bei Berechnung der Teststatistik und der kritischen Werte ohne Computerprogramm ist der Rechenaufwand bei größeren Stichprobenumfängen sehr hoch.

## Alternative Verfahren

### Andere Signifikanztests
Neben dem Shapiro-Wilk-Test existieren mindestens 40 weitere Normalitätstests bzw. Modifikationen einzelner Tests.
Normalitätstests, die gewissermaßen als Maßstäbe dienen, vergleichen auf die eine oder andere Weise charakteristische Merkmale der modellhaften Standardnormalverteilung mit der Verteilung der Stichprobe. Die Tests unterscheiden sich in der Hinsicht, welche Maßstäbe sie als Vergleichskriterium heranziehen.
Während der Shapiro-Wilk-Test die Technik der Regression und Korrelation einsetzt und die Korrelation hinsichtlich Varianz analysiert, basieren andere Testverfahren auf der Untersuchung der Verteilungsfunktion (z. B. Kolmogorow-Smirnow-Test, Anderson-Darling-Test, Cramér-von-Mises-Test).
Weitere Tests richten ihr Hauptaugenmerk auf den Vergleich von Schiefe- und Kurtosis-Eigenschaften (z. B. D'Agostino-Pearson-Test, Jarque-Bera-Test, Anscombe-Glynn-Test).
Die Teststärke jedes Normalitätstests variiert in Abhängigkeit von Stichprobengröße, tatsächlicher Verteilung und anderen Faktoren wie Ausreißern und Bindungen. Es gibt keinen einzelnen Test, der für alle Situationen die höchste Teststärke aufweist.

### Graphische Methoden
Histogramm und Normalwahrscheinlichkeitsplots wie das QQ-Diagramm oder das PP-Diagramm werden häufig als Werkzeuge zur visuellen Überprüfung der Verteilung auf Normalverteilung eingesetzt und können die Aussage eines Signifikanztests entweder bekräftigen oder anfechten.